# Іноземна військова база
Іноземна військова база - в міжнародних відносинах та міжнародному праві може розглядатися в кількох аспектах:
- як форма іноземної військової присутності — розташування однією державою військових об'єктів і формувань на території іншої з метою захисту власних державних інтересів, у тому числі під час збройного конфлікту, а також в інших цілях;
- в контексті території - як територію однієї держави, яка перебуває в тимчасовому користуванні і на якій розташовуються військової об'єкти та формування іншої держави, юрисдикція над якою розподіляється між сторонами відповідно до міжнародних договорів;
- у майновому контексті - як військові об'єкти та інфраструктура однієї держави, що розташовані на території іншої, порядок функціонування та використання яких регулюється згідно з нормами відповідних міжнародних договорів.

## Класифікація
- відповідно до тривалості функціонування:
  - ті, що функціонують на тимчасовій (строковій) основі;
  - ті, що функціонують на безстроковій основі;
- за призначенням:
  - військово-морські;
  - військово-повітряні;
  - сухопутні (наземні);
  - окремого призначення;
- за способом створення:
  - ті, які створюються за згодою держави перебування;
  - ті, що створюються без її згоди (в ході окупації, миротворчих операцій і т.п.);
- за юридичними підставами створення:
  - ті, що створені на підставі міждержавних договорів;
  - ті, що створені на інших підставах (рішення міжнародних організацій тощо).